# アリーガル包囲戦
アリーガル包囲戦（アリーガルほういせん、英語：Siege of Aligarh）は、1803年9月1日から9月4日にかけてインドのアリーガルにおいて、シンディア家とイギリス東インド会社との間で行われた第二次マラーター戦争の戦いの一つ。

## 戦闘
1803年9月1日、イギリス側の指揮官ジェラルド・レイクはシンディア家の拠点アリーガル城を攻め、同月4日にこれを落として占領した。
とはいえ、アリーガル城はシンディア家のフランス人軍事顧問により強化されており、城壁は高く城の周りには14の溝があった。そのため、イギリス側は一連の戦闘で900人の犠牲者を出した。
ジェラルド・レイクは緒戦による勝利を収めたのち、つぎにシンディア家の守護するムガル帝国の首都デリーへと向かった。